# Apollon et Hyacinthe
Apollon et Hyacinthe est une sculpture en marbre créée par Benvenuto Cellini vers 1548. D'une hauteur de 191 cm, elle est conservée au Musée National du Bargello à Florence. 

## Histoire
Satisfait du résultat obtenu avec le marbre de son Ganymède, Cellini a voulu réessayer avec ce matériau sculptural, aspirant à un nouveau sujet mythologique. En 1548, à peu de distance du groupe précédent, il se mit à travailler sur le thème de la malheureuse histoire d'amour entre Apollon et le jeune Hyacinthe, qui sera tué accidentellement par le dieu. 